# Niklas Axelsson
Niklas Axelsson (Västerås, 15 maggio 1972) è un ex ciclista su strada svedese.
Professionista dal 1998 al 2009, colse due vittorie, partecipando a tre edizioni del Giro d'Italia e a quattro Campionati del mondo. Nel 2010 è stato squalificato a vita per doping.

## Carriera
Dopo alcuni piazzamenti di rilievo nella prima parte della carriera (sesto al Giro d'Italia del 1999 e terzo all'edizione del 2000 del Giro di Lombardia), fu trovato positivo all'EPO al termine dei campionati del mondo su strada di Lisbona del 2001; sospeso per quattro anni dalla sua federazione, tornò a gareggiare nel 2004. Gli fu diagnosticato il tumore del testicolo nel 2007 ma guarì completamente.
Nel 2010 fu di nuovo trovato positivo all'EPO e sospeso a vita.

## Palmarès
- 1993 (dilettante)

5ª tappa Grand Prix Tell
- 1995 (dilettante)

9ª tappa Rapport Toer
- 2001

6ª tappa Tour de Wallonie
- 2008

3ª tappa Settimana Internazionale di Coppi e Bartali (Castel San Pietro Terme > Faenza)

## Piazzamenti

### Grandi Giri
- Giro d'Italia

1998: 38º
1999: 6º
2000: ritirato

### Classiche monumento
- Milano-Sanremo

1998: 143º
- Giro di Lombardia

2000: 3º
2001: 9º
2006: 25º
2007: 16º
2008: 41º

### Competizioni mondiali
- Campionati del mondo

Valkenburg 1998 - In linea Elite: ritirato
Verona 1999 - In linea Elite: ritirato
Plouay 2000 - In linea Elite: 14º
Lisbona 2001 - in linea Elite: 18º